# 純情のアフィリア
 純情のアフィリア（じゅんじょうのアフィリア）は、日本の女性アイドルグループ。

## 概要
カフェ&レストラン「アフィリア・グループ」の代表的なキャストから構成されたアイドルグループで、志倉千代丸と桃井はるこのダブルプロデュースにより2008年「アフィリア・サーガ・イースト」としてデビュー。2013年に「アフィリア・サーガ」に改名、2017年に現在の「純情のアフィリア」に再度改名。当初は東京都内店舗のキャストからのみ選出されていたが、2015年の第10期メンバーから大阪梅田・名古屋店のキャストが追加された。人数を特に決めず「学院型ガールズ・ボーカル・ユニット」というコンセプトの入門・脱退システムを採用した。

## アフィリアグループ
志倉千代丸プロデュースによる、魔法学院をテーマとしたコンセプトカフェ・レストランチェーン。2005年より展開開始。店舗は魔法学院・スタッフは魔法使い見習い・店長は学院教師というコンセプトで、来店客は学院の先輩として歓迎を受けるシステムとなっている。

### コンセプト
アフィリア - それは超古代に栄えた魔法王国。
王国の人々の多くは魔法使いであり、その大いなる魔法の力によって、長らく繁栄をつづけていました。王国の外れには「王立アフィリア魔法学院」と呼ばれる魔法使いを育成するための学校があり、そこでは魔法の技術だけでなく、礼儀作法や言葉遣いなど、真の魔法使いになるための様々なスキルを学ぶことができます。

### 店舗一覧

#### 現店舗
レストラン
- 秋葉原店 王立アフィリア・クロニクルS（2016年8月8日開店）

ダイニング
- 六本木店 天体観測Dinerアフィリア・スターズ（2010年4月3日開店）

ガールズカフェ
- 上野店 アフィリア・シェリーズ（2008年6月17日開店）
- 新宿店 アフィリア・アスタリスク（2012年9月14日開店）
- 梅田店 アフィリア・エゴイスト（2013年10月11日開店）
- 大宮店 アフィリア・ブルジュール（2015年9月25日開店）

#### 旧店舗
- 旧池袋店 王立アフィリア魔法学院（2005年9月25日 - 2014年2月16日、移転のために閉店）→王立アフィリア・グランドロッジ
- 大阪店 学食アフィリア・キッチンズ（日本橋 2007年5月31日 - 2012年4月1日、リニューアルのために閉店）→2.5次元カフェ アフィリア・コラボレーションズ!（2012年4月24日 - 2013年9月29日、移転のために閉店）→アフィリア・エゴイスト
- 名古屋店 王立アフィリア・ダイニング（2006年9月15日 - 2020年7月7日、リニューアルや移転に伴う閉店以外では初のケース）
- 池袋店 王立アフィリア・グランドロッジ（2014年3月1日 - 2020年8月30日）

## アイドル活動
2008年
- 11月22日 「Live 5pb. 2008 at YOKOHAMA BLITZ」のステージにて「アフィリア・サーガ・イースト」としてデビュー。

2009年
- 3月31日 1stシングル「ルミナスの泉」発売
- 5月6日 初の主催ライブ「Magic Song vol.1」開催(渋谷TAKE OFF7)
- 5月7日 2ndシングル「メリディンの祈り」発売

2010年
- 2月3日 3rdシングル「放課後_ロマンス/教育的指導」発売
- 4月28日 4thシングル「ワタシ☆LOVEな☆オトメ！」発売
- 8月7日 TOKYO IDOL FESTIVAL出演
- 12月1日 5thシングル「ニーハイ・エゴイスト」発売

2011年
- 6月1日 1stアルバム「whitism」発売
- 6月26日 1stワンマンライブ『whitism』開催（渋谷DUO MUSIC EXCHANGE）
- 7月27日 6thシングル「La*La*Laラボリューション」発売

2012年
- 3月28日 7thシングル「未来が私を待っている」発売
- 6月13日 8thシングル「禁断無敵のだーりん」発売
- 8月25日 Animelo Summer Live 2012 -INFINITY∞- 出演
- 11月13日 9thシングル「SURVIVE!!」発売
- 12月1日 台湾にて開催された「STEINS;GATEイベント」出演

2013年
- 2月17日 グループ名を「アフィリア・サーガ・イースト」から「アフィリア・サーガ」に変更[2]
- 8月7日 アフィリア・サーガ1stシングル「ネプテューヌ☆サガして」発売
- 11月13日 2ndシングル「S・M・L☆」発売

2014年
- 2月 MAGES.の新規アイドルレーベル「Stand-Up! Records」の第一弾アーティストとなる[3]
- 2月15日 - 16日 台湾にて「fancyfrontier」出演
- 3月 - 5月 台湾公演を含む、7都市での、5周年記念ワンマンツアー『ヴィーナスと蒼き七つの海』開催
- 5月24日-25日 上海「AnimeparTy 2nd」出演
- 7月23日 3rdシングル「マジカル☆エクスプレス☆ジャーニー」発売
- 11月16日 台湾にて「Little Tokyo Crazy Kawaii Taipei」出演
- 11月16日4thシングル「ジャポネスク・ロマネスク」発売

2015年
- 2月11日5thシングル「Never say Never」発売
- 2月28日 香港ワンマンライブ「animate Presents Afilia Saga One Man Live Forest of Brillia in Hong Kong」開催
- 8月16日 台湾ワンマンライブ「夢幻時空の魔法術 in 台湾」開催。
- 11月11日 「MagicSong 〜Autumn2015」のライブにて、ルイズ・スフォルツア、ユカフィン・ドール、アヤミ・チェルシー・スノウの3名が卒業を発表[4]。
- 11月18日6thシングル「Embrace Blade」発売
- 12月23日 ワンマンライブ「約束のあの空の果てへ」で、マホ・ラブを新リーダーとなる副委員長とし委員長を空席・ルイズの来年3月での卒業・ユカフィンの来夏での卒業・新メンバーのカオリ・セレーネ・ゴドランド、カナ・R(リア)・ノーウィッチ、ユミ・W(ヴァサーファル)・クライン3名が加入することを発表。（ユカフィンは、のちに卒業延期[4]）

2016年
- 3月2日7thシングル「いつか見た虹のその下で」発売
- 3月11日 Zepp Divercity Tokyoでのライブをもって、ルイズが卒業。
- 4月30日 - 7月16日 ワンマンライブツアー「天空のアークライト LOST IN THE SKY」開催
- 7月26日 8thシングル「Lost In The Sky」発売

2017年
- 1月1日 マホ・ソット・ボーチェ、委員長に就任
- 1月25日 9thシングル「魔法のチョコレート伝説」発売
- 2月3日 ワンマンツアー2017「永遠の蒼き愛の女神」初日 (TSUTAYA O-EAST) 夜の部にて、ユカフィンの卒業を発表。
- 4月19日 10thシングル「非合理的かつ訂正不能な思い込み」発売
- 6月3日 ディファ有明でのワンマンライブ「The legend of Graduation コヒメ、ユカフィン、ミク卒業ライブ」にてコヒメ・リト・プッチ、ユカフィン・ドール、ミク・ドール・シャルロットの3名が卒業。また、グループ名を「アフィリア・サーガ」から「純情のアフィリア」に変更を発表した。
- 7月8日 「純情のアフィリア」始動。新メンバーのアンナ、クロエ・M・シャルマン、セラ・N・レプシー、ミルモ・D・ポンが加入。秋葉原カルチャーズ劇場でお披露目される。
- 8月30日 純情のアフィリア1stシングル「この世界に魔法なんてないよ/はじめてのSEASON」を発売した。

2018年
- 1月4日、ユミ・W・クラインが週刊ヤングジャンプ主催「サキドルエース SURVIVAL SEASON8」に参加[5]。
- 2月23日 「Stand-Up! Live ～Winter2018～ Hello!!Again!公演 ～」（恵比寿LIQUIDROOM）にて、新メンバーのアミナ・フィロメーナ、ミイミ・リルムーン、ベール・クロノス・ノートの3名が加入、お披露目公演を行った。14人体制となる。
- 3月28日 純情のアフィリア2ndシングル「それだけが生きる意味なんだ」を発売。
- 7月6日 恵比寿LIQUIDROOMでの「～卒業公演～100％アイドル ももきゅん&もえみぃ&なな 」にてモモコ・リトルベリー、モエ・ミーレイ、ナナ・ドロップ・ビジューの3名が卒業。[6]
- 8月2日、ミイミが集英社「週刊ヤングジャンプ」主催「サキドル エース SURVIVAL SEASON9」にエントリー。同誌表紙に登場[7]。
- 10月15日　ミルモ・D・ポンが9月から続く体調不良の為、この日を以てオフィシャルブログにて卒業を発表した[8]。
- 11月27日3rdシングル「I WANT TO GROW/起・承・転・結・序・破・急」発売

2019年
- 3月2日　ワンマンツアー2019「奇跡と魔法のクロニクル」初日 (横浜BAYSIS) 夜の部にて、マホ・ソット・ボーチェが9月29日の市川市文化会館の公演を最後に卒業することを発表。[9]
- 7月12日　メンバー全員に新たに漢字の苗字が追加され、メンバー名が変更。
- 9月3日 4thシングル「残酷のバベル」発売
- 9月29日　市川市文化会館での「マホ卒業公演 〜Voyage to the Blue Ocean〜 」にて青海マホが卒業。
- 10月15日　TSUTAYA O-WESTでの「定期公演#9 」にて渚カオリが新委員長に就任。[10]

2020年
- 3月11日 「Like or Love?/究極アンバランス」を発売。
- 5月14日、優希クロエが集英社「週刊ヤングジャンプ」主催「サキドル エース SURVIVAL SEASON10」にエントリー。同誌表紙に登場。同時開催のアプリ部門・サキドルmobile SEASON2で優勝。メンバー全員でYJプレゼントページに登場＋インタビューの掲載予定。
- 8月26日、望月ミイミが8月31日付での卒業を発表。[11]
- 10月8日、優希クロエがエントリーしていた集英社「週刊ヤングジャンプ」主催「サキドル エース SURVIVAL SEASON10」にて優勝発表。同誌表紙および巻頭グラビアに登場[12]。

2021年
- 純情のアフィリア ワンマンライブ 君と魔法のエトランジェ 〜エピローグ（沖縄　ガンガラーの谷 1月11日）
- ワンマンライブツアー『魔法陣と水の妖精 ～Magic Circle and Siren of Water fairy～』
  - プロローグ公演（CLUB CITTA'川崎 5月16日）
  - 仙台公演（仙台Rensa 9月4日）
  - 東京公演（日本橋三井ホール 9月25日）[13]
  - 神戸公演（神戸VARIT. 10月23日）
  - 大阪公演（バナナホール 10月24日）
  - 福岡公演（福岡DRUM LOGOS 10月31日）
  - 名古屋公演（名古屋ボトムライン 11月14日）
  - 静岡公演（浜松窓枠 11月21日）
  - 東京第二公演（品川インターシティホール 11月27日）[14][15]
  - エピローグ公演（札幌cube garden 12月26日）
- 11月24日、純情のアフィリア ミニシングル「Sing a World〜キミがくれた魔法〜」を発売

2022年
- 4月17日 みなとみらいブロンテにて人気楽曲投票公演を開催。（ファンからの投票が多かった1〜12位の曲でライブを行った）
- 5月29日 定期公演#1を開催。同公演にて9月に新曲を発売することを発表。
- 6月26日 定期公演#2を開催。
- 6月27日 新メンバーオーディションを行うことを発表。
- 8月6日、7日 TOKYO IDOL FESTIVAL出演
- 8月15日 定期公演#3を開催。
- 9月14日 定期公演#4を開催。同公演にて新曲「LIMITLESS」のMV初公開。 10月25日に「LIMITLESS」の発売が決定。
- 10月4日公式LINEにて11月2日で優希クロエが卒業することが発表される。
- 10月22日 定期公演#5を開催。
- 10月25日 6thシングル「LIMITLESS」が発売。
- 11月2日 白金高輪 SELENE b2での「優希クロエ卒業ライブ」をもって、優希クロエが卒業。
- 11月10日 公式サイトにて2023年2月28日に7thシングル「この盾に隠れます。」を発売することを発表。「この盾に隠れます。」は『痛いのは嫌なので防御力に極振りしたいと思います。2』のアニメのOPテーマに決定。
- 12月5日 公式Twitterにて新メンバーの白雪ミハル、打瀬ハナビ、小宮山アサミの3名が加入することを発表。

2023年
- 1月21日に新メンバーの打瀬ハナビが体調不良が続いていたため暫くの間活動休止することが公式から発表される。
- 2月28日 7thシングル「この盾に隠れます」が発売。
- 3月5日「この盾に隠れます」の9日間連続リリースイベント最終日に5月に夏目ベール、東城アミナの卒業が発表される。
- 3月31日にアフィリア15周年ライブをLINE CUBE SHIBUYAで行うことを公式から発表。
- 3月31日 LINE CUBE SHIBUYAで行われたアフィリア15周年ライブにて皐月ユナ、楠本コトリの2名が加入することを発表し、お披露目を行った。
- 4月23日、TOKYO GRAVURE IDOL FESTIVALとの連動企画「春のTGIF 週プレ賞 2023」に、グループを代表して雨森セラ、白雪ミハル、寺坂ユミが参加[16]。
- 5月15日 恵比寿LIQUIDROOMでの「夏目ベール、東城アミナの卒業ライブ」をもって、夏目ベール、東城アミナが卒業。
- 6月19日に公式Twitterにて9月19日に8thシングルの発売を発表。
- 8月5日にフジテレビ系「オールナイトフジコ」にて初のテレビ放送での歌唱（楽曲はAKB48「ヘビーローテーション」。フジコーズの今井、鈴木、安藤とのコラボの形式にて）。
- 9月19日に8thシングル「ジェネレーション・ギャップ」が発売。

2024年
- 2月12日 大塚Hearts+での「純情のアフィリア バレンタイン2024スペシャルライブ」をもって、白雪ミハルが卒業。[17]
- 2月21日 2024連続ワンマンライブ ～ From March to September 2024 ～を開催することを発表。[18]
- 2月23日 桜田アンナが突発性難聴の為にライブの活動を控えることを発表。[19]
- 10月16日 楠本コトリが体調不調のため活動終了

## メンバー
| 名前         | よみ            | アフィリアネーム                  | 所属                                                                                            | 加入期 | 加入日         | 誕生日   | 血液型 | 身長   | 出身地         | メンバーカラー | 備考 |
| ------------ | --------------- | --------------------------------- | ----------------------------------------------------------------------------------------------- | ------ | -------------- | -------- | ------ | ------ | -------------- | -------------- | --- |
| 渚カオリ     | なぎさ かおり   | カオリ・セレーネ・ゴドランド      | 旧大阪店(2012.06.06 - 2013.08.24) 梅田店(2014.09.17 -）                                         | 10期   | 2015年12月23日 | 2月7日   | O型    | 174 cm | 兵庫県芦屋市   | グリーン       | 委員長(2019.10.15 - ) （男装）弟のカオル・ニュウ・ゴドランドが2013.08.24に大阪店卒業 2014.09、梅田店にカオリが入学。 |
| 葉山カナ     | はやま かな     | カナ・R(リア)・ノーウィッチ       | 旧名古屋店（2011.05.31 - 2020.07.07） 全店舗                                                    | 10期   | 2015年12月23日 | 12月10日 | O型    | 157 cm | 愛知県         | イエロー       | 自動車免許所有 |
| 寺坂ユミ     | てらさか ゆみ   | ユミ・W(ヴァサーファル)・クライン | 旧名古屋店（2012.08.22 - 2015.08.23） 旧池袋店(2015.09.14 - 2020.08.30） 全店舗(2020.08.31 - ） | 10期   | 2015年12月23日 | 1月29日  | A型    | 161 cm | 愛知県         | アクア         | 「カードファイト!! ヴァンガード」の大規模大会におけるアシスタントキャラ「VANGIRLS」の1人 自動車免許所有              |
| 桜田アンナ   | おだ あんな     | アンナ                            | 全店舗                                                                                          | 11期   | 2017年7月8日   | 8月23日  | A型    | 151cm  | 神奈川県横浜市 | オレンジ       | 原動機付自転車免許所有 スイーツコンシェルジュ取得                                                                    |
| 雨森セラ     | あめもり せら   | セラ・N・レプシー                 | 六本木店                                                                                        | 11期   | 2017年7月8日   | 6月15日  | A型    | 155 cm | 東京都         | 紫             | ナルコレプシーを抱えている。                                                                                         |
| 小宮山アサミ | こみやま あさみ | アサミ・ヴァン・ペルト            | 秋葉原店                                                                                        | 13期   | 2022年12月24日 | 4月16日  | A型    | 156 cm | 東京都         | 赤             | |
| 皐月ユナ     | さつき ゆな     | ユナ                              | 全店舗                                                                                          | 14期   | 2023年3月31日  | 7月14日  | O型    | 163 cm |                | 紺色           | 自動車免許所有 |

### 元メンバー
| 名前                                         | 所属店                                                                      | 加入期 | 加入日                            | 卒業日         | 誕生日         | 血液型 | 身長     | メンバーカラー     | 備考 |
| -------------------------------------------- | --------------------------------------------------------------------------- | ------ | --------------------------------- | -------------- | -------------- | ------ | -------- | ------------------ | --- |
| ラムネ・リザ・アンティーク                   | 旧池袋店（2009.5.30卒業）                                                   | 1期    | 2008.11.22                        | 2009.5.6       | 4月10日        | A型    | 152 cm   |                    | [ 30 ] |
| リリィ・ココ・エヴァンス                     | 旧池袋店→六本木店→池袋店→大宮店（2015.10.17 - 2017.06.10卒業）              | 1期    | 2008.11.22                        | 2009.8.24      | 3月23日        | O型    | 163 cm   |                    | |
| マユリン・シディー・メッシュ                 | 旧池袋店（2009.9.7卒業）                                                    | 2期    | 2009.4.11                         | 2009.9.7       | 4月4日         |        |          |                    | |
| ユウキ・カーレンリース                       | 旧池袋店（2010.11.27卒業）                                                  | 1期    | 2008.11.22                        | 2009.12.09     | 11月10日       | O型    | 155 cm   |                    | |
| ミュー・シャ・ノワール                       | 所属：上野店（2010.9.10卒業）                                               | 1期    | 2008.11.22                        | 2010.3.28      | 4月9日         | A型    | 153 cm   |                    | |
| ミィナ・M・フラーチェ                        | 旧池袋店→池袋店（2015.9.26卒業)                                             | 1期    | 2008.11.22                        | 2012.3.2       | 5月9日         | A型    | 163 cm   |                    | 卒業後は「武石あゆ実」名義での活動。 |
| ロゼ・ガーデンフェアリー                     | 旧池袋店→六本木店（2012.11.2卒業）                                          | 1期    | 2008.11.22                        | 2012.3.2       | 10月13日       | B型    | 164 cm   |                    | |
| カレン・クラシュカ                           | 上野店（2012.9.3卒業）                                                      | 5期    | 2010.10.16                        | 2012.9.3       | 10月1日        | B型    | 159 cm   |                    | |
| メイリ・マロンフィール                       | 旧池袋店（2013.2.12卒業）                                                   | 2期    | 2009.4.11                         | 2013.2.12      | 12月21日       | A型    | 150 cm   |                    | 卒業後は「メイリ」名義で活動。 |
| クルミ・ラーラ・ミルク                       | 上野店→新宿店（2013.2.12卒業）                                              | 3期    | 2009.8.6                          | 2013.2.12      | 10月5日        | O型    | 158 cm   |                    | |
| アリア・M・ミルヴァーナ                      | 旧池袋店→上野店→旧池袋店（2014.1.21卒業）                                   | 1期    | 2008.11.22                        | 2013.12.20     | 3月6日         | A型    | 163 cm   |                    | |
| エミュウ・ヴァイルシュミット                 | 六本木店（2014.1.18卒業）                                                   | 6期    | 2011.12.23                        | 2013.12.20     | 5月3日         | O型    | 155.2 cm |                    | |
| レイナ・スコット・モーゼル                   | 新宿店（2014.9.30卒業）                                                     | 7期    | 2013.2.17                         | 2014.9.30      | 2月2日         | B型    | 156 cm   | 橙色               | |
| ローラ・シュクレーヌ                         | 上野店（2015.5.31卒業）                                                     | 6期    | 2011.12.23                        | 2015.5.28      | 12月12日       | A型    | 158 cm   | 白砂糖             | |
| レイミー・ヘヴンリー                         | 上野店(2015.9.29卒業)                                                       | 7期    | 2012.12.15                        | 2015.9.29      | 6月4日         | A型    | 161 cm   | ヘヴンリーパープル | 卒業後は「八島さらら」名義で活動。 |
| アヤミ・チェルシー・スノウ                   | 六本木店（2016.3.28卒業）                                                   | 4期    | 2010.3.28                         | 2016.2.29      | 10月15日       | A型    | 156 cm   | ハッピィイエロー   | |
| ルイズ・スフォルツア                         | 旧池袋店→池袋店（2016.3.29卒業）                                            | 1期    | 2008.11.22                        | 2016.3.31      | 12月19日       | O型    | 159 cm   | スフォルグリーン   | 委員長( - 2016.3.31) 卒業後はMAGES.で「水口ルイズ」としてアシスタントプロデューサーを経て、エラバレシ、ピュアリーモンスターのプロデューサーを務める。                                            |
| アリス・ローゼン                             | 新宿店（2014.09.14 - ?）                                                    | 8期    | 2014.7.23 Stand-Up!候補生から加入 | 2016.9.30      | 8月30日        | B型    | 158.9 cm | ミラクルオレンジ   | |
| ミュナ・シュリータ                           | 上野店（2014.05.31 - ?）                                                    | 8期    | 2014.7.23 Stand-Up!候補生から加入 | 2016.12.21     | 10月1日        | O型    | 156 cm   | ポワポワパープル   | |
| ラブ・ベリー・ジャンヌ                       | 上野店（2014.05.30 - 2016.12.21卒業）                                       | 8期    | 2014.7.23 Stand-Up!候補生から加入 | 2016.12.21     | 2月12日        | A型    | 163 cm   | ラブリーピンク     | 副委員長(2015.12.23 - 2016.12.21） |
| コヒメ・リト・プッチ                         | 旧池袋店→池袋店(2005 - 2017.06.29卒業）                                     | 1期    | 2008.11.22                        | 2017.6.3       | 11月24日       | O型    | 140 cm   | コヒメレッド       | 卒業後は「小日向茜」名義での活動。 |
| ユカフィン・ドール                           | 上野店（2009 - ）→新宿店（2012.9.14 - ?）                                   | 2期    | 2009.4.11                         | 2017.6.3       | 7月26日        | B型    | 164 cm   | ドルフィンブルー   | OToGi8 メンバーとしても活動。卒業後も「ユカフィン」名義で活動。2017年8月よりイケてるハーツのプロデューサーを務める。                                                                             |
| ミク・ドール・シャルロット                   | 上野店（2009 - ?）                                                          | 3期    | 2009.9.13                         | 2017.6.3       | 10月19日       | AB型   | 155 cm   | 胸きゅんピンク     | OToGi8、ナス☆シス、女塾オールスターズ メンバーや、プロ雀士としても活動。卒業後は「天月ミク」名義で活動。                                                                                         |
| ナナ・ドロップ・ビジュー                     | 六本木店（2014.07.02 - 2023.01.07卒業）                                     | 8期    | 2014.7.23 Stand-Up!候補生から加入 | 2018.7.6       | 1月24日        | A型    | 148 cm   | パールミント(黄緑) | |
| モエ・ミーレイ                               | 六本木店 (2014.09.17 - 2017.7.7卒業)                                        | 9期    | 2015.7.18                         | 2018.7.6       | 9月25日        | A型    | 143 cm   | エンジェルホワイト | 卒業後は「ふぇりすみにょん」名義で活動。 |
| モモコ・リトルベリー                         | 新宿店(2014 - 2018卒業)                                                     | 9期    | 2015.7.18 Stand-Up!候補生から加入 | 2018.7.6       | 3月3日         | A型    | 153 cm   | 桃色               | |
| ミルモ・D・ポン                              | 池袋店→六本木店(2016 - 2018卒業)                                            | 11期   | 2017.7.8                          | 2018.10.15     | 2月3日         | A型    | 150 cm   | 赤                 | |
| 青海マホ マホ・ソット・ボーチェ              | 上野店（2009.05.16 - ）在籍中                                               | 5期    | 2010.10.10                        | 2019.9.29      | 1月8日         | AB型   | 150 cm   | シスターブルー     | 副委員長(2015.12.23 - 2016.12.31） 委員長(2017.01.01 - 2019.9.29) 卒業後も「青海マホ」名義で活動。2022年12月よりNext☆Ricoのプロデューサーを務める。                                              |
| 望月ミイミ ミイミ・リルムーン                | 梅田店（2017.8.26 - 2018.1.19） 六本木店（2018.1.20 - 2020.8.31卒業）       | 12期   | 2018.2.23                         | 2020.8.31      | 1月20日        | O型    | 158 cm   | 真紅色(濃い赤色)   | 卒業後は「廣島みずき」名義で活動 2021.11.20から2023.1.28までSAISONに所属。 |
| 優希クロエ クロエ・M(モンストル)・シャルマン | 池袋店 (2016.12.14- 2020.08.30） 全店舗(2020.08.31 - 2023.03.25卒業）       | 11期   | 2017.7.8                          | 2022.11.2      | 1910年12月25日 | AB型   | 160cm    | 黒色               | 週刊ヤングジャンプ主催 サキドル エース SURVIVAL SEASON10優勝 卒業後も「優希クロエ」名義で活動。                                                                                                  |
| 東城アミナ アミナ・フィロメーナ              | 池袋店 (2017.6.24- 2020.08.30） 全店舗→新宿店(2020.08.31 - 2023.12.23卒業） | 12期   | 2018.2.23                         | 2023.5.15      | 12月24日       | A型    | 157cm    | ピンク             | ワンマンツアー2020よりメンバーカラーを濃いピンク からピンクに変更。 |
| 夏目ベール ベール・クロノス・ノート          | 梅田店（2015.7.18 - 2018.1.20） 六本木店（2018.2.1 - 2023.7.29卒業)         | 12期   | 2018.2.23                         | 2023.5.15      | 1月10日        | A型    | 155cm    | 青                 | 2020.10.02 メンバーカラーを山吹色 から青に変更。 |
| 打瀬ハナビ                                   | 所属店舗なし                                                                | 13期   | 2022.12.11                        | 2023.??.??     | 11月6日        | A型    | 152cm    | 黄緑               | 2023年1月21日に体調不良が続いていたため暫くの間活動休止することが公式から発表される。 公式から発表が無いが、2023年末時点でグループのプロフィールページに名前が存在しない為、脱退したと思われる。 |
| 白雪ミハル ミハル・ヒロイン                  | 六本木店（? - 2024.4.29卒業)                                                | 13期   | 2022.12.11                        | 2024.2.12      | 9月5日         | O型    | 162cm    | 白                 | |
| 楠本コトリ                                   | 全店舗                                                                      | 14期   | 2023年3月31日                     | 2024年10月16日 | 3月24日        | O型    | 160 cm   | 濃いピンク         | 妹は真っ白なキャンバス 橋本美桜 |

### 在籍タイムライン
ピンク - グループ名を「アフィリア・サーガ・イースト」から「アフィリア・サーガ」に変更した。(2013/2/17)
パープル - グループ名を「アフィリア・サーガ」から「純情のアフィリア」に変更した。(2017/7/8)

## 作品

### シングル
|                              | 発売日                       | タイトル                                    | 規格品番 | 主な収録曲 (盤により収録曲が異なる場合があります)                                        | オリコンウィークリー最高位   |
| アフィリア・サーガ・イースト | アフィリア・サーガ・イースト | アフィリア・サーガ・イースト                | アフィリア・サーガ・イースト | アフィリア・サーガ・イースト                                                             | アフィリア・サーガ・イースト |
| ---------------------------- | ---------------------------- | ------------------------------------------- | --- | ---------------------------------------------------------------------------------------- | ---------------------------- |
| 1st                          | 2009年3月31日                | ルミナスの泉                                | FPBD-0085 | ・ルミナスの泉 ・My White Ribbon                                                         | 115位                        |
| 2nd                          | 2009年5月27日                | メリディンの祈り                            | FPBD-0086 | ・メリディンの祈り ・気球にのってどこまでも                                              | 108位                        |
| 3rd                          | 2010年2月3日                 | 放課後_ロマンス／教育的指導!                | FPBD-0087 | ・放課後_ロマンス ・教育的指導！                                                         | 80位                         |
| 4th                          | 2010年4月28日                | ワタシ☆LOVEな☆オトメ!                       | FVCG-1115（初回限定盤） FVCG-1116（通常盤） | ・ワタシ☆LOVEな☆オトメ！ ・聖ナル wktk ノ星                                              | 132位                        |
| 5th                          | 2010年12月1日                | ニーハイ・エゴイスト                        | FVCG-1132（初回限定盤A） FVCG-1133（初回限定盤B） FVCG-1131（通常盤） | ・ニーハイ・エゴイスト ・恋をゲームにしないで！                                          | 39位                         |
| 6th                          | 2011年7月27日                | La*La*Laラボリューション                    | FVCG-1162（豪華盤） FVCG-1163（コラボ盤） FVCG-1164（通常盤） | ・La*La*La ラボリューション ・TANTEI☆ラプソディ ・Dearセンパイ♥〜メンバー自己紹介ソング  | 36位                         |
| 7th                          | 2012年3月28日                | 未来が私を待っている                        | YZPB-5002（初回限定盤A） YZPB-5003（初回限定盤B） YZPB-5004（通常盤） | ・未来が私を待っている ・倍速恋愛時計                                                    | 6位                          |
| 8th                          | 2012年6月13日                | 禁断無敵のだーりん                          | YZPB-5002（初回限定盤） YZPB-5006（コラボ盤） YZPB-5007（通常盤） | ・禁断無敵のだーりん ・エシカル〜ありがとうを伝えたい〜                                  | 15位                         |
| 9th                          | 2012年11月13日               | SURVIVE!!                                   | YZPB-5009（コラボ盤） YZPB-5010（初回限定盤） YZPB-5011（通常盤A） YZPB-5012（通常盤B） | ・SURVIVE!! ・ヴィーナス☆女神っくす!                                                     | 9位                          |
| アフィリア・サーガ           |                              |                                             | |                                                                                          |                              |
| 10th                         | 2013年8月7日                 | ネプテューヌ☆サガして                       | YZPB-5017（コラボ盤） YZPB-5013（DVD付盤） YZPB-5014（通常盤A） YZPB-5015（通常盤B） YZPB-5016（通常盤C） | ・ネプテューヌ☆サガして ・NEXT STAGE!                                                    | 11位                         |
| 11th                         | 2013年11月13日               | S・M・L☆                                    | YZPB-5020（DVD付盤） YZPB-5021（ソロ盤 アヤミver.） YZPB-5022（ソロ盤 アリアver.） YZPB-5023（ソロ盤 エミュウver.） YZPB-5024（ソロ盤 コヒメver.） YZPB-5025（ソロ盤 マホver.） YZPB-5026（ソロ盤 ミクver.） YZPB-5027（ソロ盤 ユカフィンver.） YZPB-5028（ソロ盤 ルイズver.） YZPB-5029（ソロ盤 レイナver.） YZPB-5030（ソロ盤 レイミーver.） YZPB-5031（ソロ盤 ローラver.） YZPB-5032（のうコメコラボ盤） YZPB-5033（通常盤） | ・S・M・L☆ ・ミライボタン                                                                | 4位                          |
| 12th                         | 2014年7月23日                | マジカル☆エクスプレス☆ジャーニー            | YZPB-5034（DVD付盤） YZPB-5035（通常盤A） YZPB-5036（通常盤B） YZPB-5037（通常盤C） | ・マジカル☆エクスプレス☆ジャーニー ・ヴィーナスと蒼き七つの海 ・Bitter Sweet             | 3位                          |
| 13th                         | 2014年11月26日               | ジャポネスク×ロマネスク                     | YZPB-5045（Blu-ray付盤） YZPB-5044（DVD付盤） YZPB-5041（通常盤A） YZPB-5042（通常盤B） YZPB-5043（通常盤C） | ・ジャポネスク×ロマネスク ・セピア ・Zero                                                | 9位                          |
| 14th                         | 2015年2月11日                | Never say Never                             | YZPB-5046（DVD付盤） YZPB-5047（通常盤A） YZPB-5048（通常盤B） YZPB-5049（通常盤C） YZPB-5050（コラボ盤） | ・Never say Never ・女神さまのポイントカード ・Spark In My Heart 〜世界が終わるまで〜    | 4位                          |
| 15th                         | 2015年11月18日               | Embrace Blade                               | YZPB-5054（DVD付盤） YZPB-5055（通常盤A） YZPB-5056（通常盤B） YZPB-5057（通常盤C） YZPB-5058（コラボ盤） | ・Embrace Blade ・Jumping ・約束のあの空の果てへ                                         | 7位                          |
| 16th                         | 2016年3月2日                 | いつか見た虹のその下で                      | YZPB-5063（DVD付盤） YZPB-5064（通常盤A） YZPB-5065（通常盤B） YZPB-5066（通常盤C） YZPB-5067（通常盤D） | ・いつか見た虹のその下で ・キラキラレディオ ・Castaway〜神話が生まれるよりずっと前から〜 | 5位                          |
| 17th                         | 2016年7月26日                | Lost In The Sky                             | YZPB-5072（DVD付盤） YZPB-5073（通常盤A） YZPB-5074（通常盤B） YZPB-5075（通常盤C） YZPB-5076（通常盤D） | ・Lost In The Sky ・ハッピーバースデー☆エンカウント ・ココロノヒカリ                     | 8位                          |
| 18th                         | 2017年1月25日                | 魔法のチョコレート伝説                      | YZPB-5082（DVD付盤） YZPB-5083（通常盤A） YZPB-5084（通常盤B） YZPB-5085（通常盤C） YZPB-5086（通常盤D） | ・魔法のチョコレート伝説 ・この歌に永遠の愛を捧ぐ ・Precious memories                    | 8位                          |
| 19th                         | 2017年4月19日                | 非合理的かつ訂正不能な思い込み              | YZPB-5092（DVD付盤） YZPB-5093（コラボ盤） YZPB-5094（通常版A） YZPB-5095（通常版B） YZPB-5096（通常版C） YZPB-5097（通常版D） YZPB-5098（ユカフィン卒業盤） YZPB-5099（コヒメ卒業盤） YZPB-5100（ミク卒業盤） | ・非合理的かつ訂正不能な思い込み ・ミライからきた私 ・SPRInG FAcTiON ・アフィリアの誓い  | 6位                          |
| 純情のアフィリア             |                              |                                             | |                                                                                          |                              |
| 1st                          | 2017年8月30日                | この世界に魔法なんてないよ/はじめてのSEASON | YZPB-5101（DVD付盤） YZPB-5102（コラボ盤） YZPB-5103（通常版A） YZPB-5104（通常版B） YZPB-5105（通常版C） YZPB-5106（通常版D） | ・この世界に魔法なんてないよ ・はじめてのSEASON ・JUICY☆GIRL ・プリンセスとカエルの魔法  | 11位                         |
| 2nd                          | 2018年3月28日                | それだけが、生きる意味なんだ                | YZPB-5107（DVD付盤） YZPB-5108（通常版A） YZPB-5109（通常版B） YZPB-5110（通常版C） YZPB-5111（通常版D） YZPB-5112（通常版E） | ・それだけが、生きる意味なんだ ・Spell☆Of☆Love ・Spiral Star                             | 7位                          |
| 3rd                          | 2018年11月27日               | I WANT TO GROW/起・承・転・結・序・破・急   | YZPB-5118（DVD付盤） YZPB-5119（コラボ盤） YZPB-5120（通常版A） YZPB-5121（通常版B） YZPB-5122（通常版C） YZPB-5123（通常版D） YZPB-5124（通常版E） | ・I WANT TO GROW ・起・承・転・結・序・破・急 ・スキハ無敵                               | 5位                          |
| 4th                          | 2019年9月3日                 | 残酷のバベル                                | USSW-0193（DVD付盤） USSW-0194（通常版A） USSW-0195（通常版B） USSW-0196（通常版C） USSW-0197（通常版D） USSW-0198（マホ卒業盤） | ・残酷のバベル ・いまは魔法はつかわない ・純情Myself                                     | 11位                         |
| 5th                          | 2020年3月11日                | Like? or Love?／究極アンバランス！          | USSW-0231（DVD付盤） USSW-0232（通常版A） USSW-0233（通常版B） USSW-0234（通常版C） USSW-0235（通常版D） USSW-0236（通常版E） USSW-0237（アニメタイアップ盤） | ・Like? or Love? ・究極アンバランス！ ・Lotus Land -桃源郷-                              | 8位                          |
| 6th                          | 2022年10月25日               | LIMITLESS                                   | USSW-0383（DVD付盤） USSW-0384（A盤） USSW-0385（B盤） USSW-0386（C盤） USSW-0387（特別盤） | ・LIMITLESS ・うそつき× ・Pray for you ・Go My Love ・RE:QUEST                           | 5位                          |
| 7th                          | 2023年2月28日                | この盾に、隠れます。                        | USSW-0395（DVD付盤） USSW-0396（A盤） USSW-0397（B盤） USSW-0398（C盤） USSW-0399（アニメコラボ盤） | ・この盾に、隠れます。 ・ファンシー・フリー・デストロイヤー ・恋せよ乙女                 | 5位                          |
| 8th                          | 2023年9月19日                | ジェネレーション・ギャップ                  | USSW-0449（Blu-ray付盤） USSW-0450（A盤） USSW-0451（B盤） USSW-0452（C盤） | ・ジェネレーション・ギャップ ・Tomorrow's Journey〜優しい未来〜 ・恋はバラエティ！       | 5位                          |

### ミニ・シングル
|                  | 発売日           | タイトル                          | 規格品番                            | 収録曲 (盤により収録曲が異なる場合があります)                             | 備考 |
| 純情のアフィリア | 純情のアフィリア | 純情のアフィリア                  | 純情のアフィリア                    | 純情のアフィリア                                                          | 純情のアフィリア                                                                                        |
| ---------------- | ---------------- | --------------------------------- | ----------------------------------- | ------------------------------------------------------------------------- | --- |
| 1st              | 2021年11月24日   | Sing a World 〜キミがくれた魔法〜 | USSW-0331（赤盤） USSW-0332（青盤） | ・Sing a World 〜キミがくれた魔法〜 ・ここにいるよ ・My Life is Beautiful | ここにいるよ（カオリ、アンナ、セラ、ベール歌唱） My Life is Beautiful（カナ、ユミ、クロエ、アミナ歌唱） |

#### 企画シングル
|                    | 発売日             | タイトル           | 規格品番                                            | 収録曲 (盤により収録曲が異なる場合があります) | 備考                                                   |
| アフィリア・サーガ | アフィリア・サーガ | アフィリア・サーガ | アフィリア・サーガ                                  | アフィリア・サーガ | アフィリア・サーガ                                     |
| ------------------ | ------------------ | ------------------ | --------------------------------------------------- | --- | ------------------------------------------------------ |
| 1st                | 2012年7月25日      | プラチナ           | HID-1005（ジャケットA盤） HID-1006（ジャケットB盤） | ・プラチナ（アニメ『カードキャプターさくら』OP曲） ・空色デイズ（アニメ『天元突破グレンラガン』OP曲） ・青空のナミダ（アニメ『BLOOD+』第一期OP曲） | 「HMVアイドル学園」シリーズ第4弾 ローソン・HMV限定販売 |

#### 会場限定シングル
| 2016年2月5日 | 飛行実習 〜Learn To Fly〜 | アヤミ・チェルシー・スノウによるソロカバー アヤミ卒業ライブと「キャラアニ.com」にて数量限定販売 |

### アルバム

#### オリジナル・アルバム
|                              | 発売日                       | タイトル                     | 規格品番                                                                                         | 収録曲 (盤により収録曲が異なる場合があります) | 最高位                       |
| アフィリア・サーガ・イースト | アフィリア・サーガ・イースト | アフィリア・サーガ・イースト | アフィリア・サーガ・イースト                                                                     | アフィリア・サーガ・イースト | アフィリア・サーガ・イースト |
| ---------------------------- | ---------------------------- | ---------------------------- | ------------------------------------------------------------------------------------------------ | --- | ---------------------------- |
| 1st                          | 2011年6月1日                 | whitism                      | FVCG-1152（初回盤） FVCG-1151（通常盤）                                                          | ・My White Ribbon ver.2011 ・メリディンの祈り ・ワタシ☆LOVEな☆オトメ！ ・恋をゲームにしないで！ ・聖ナル wktkノ星 ・TriangleWave ・ルミナスの泉 ver.2011 ・オペラファンタジア ・術式は誰かのために ・気球にのってどこまでも ・教育的指導！ ・放課後_ロマンス ・ニーハイ・エゴイスト ・飛行実習〜Learn To Fly〜 | 46位                         |
| アフィリア・サーガ           |                              |                              |                                                                                                  | |                              |
| 2nd                          | 2013年4月24日                | Archism                      | YZPB-10002（豪華盤） YZPB-10003（DVD付盤） YZPB-10004（通常盤）                                  | ・恋のWizard百年戦争 ・倍速恋愛時計 ・La*La*Laラボリューション ・ヴィーナス☆女神っくす！ ・未来が私を待っている ・エシカル〜ありがとうを伝えたい〜 ・Everlasting Friends ・TANTEI☆ラプソディ ・SURVIVE!! ・禁断無敵のだーりん ・Happy! Puppy! ・遥かなる時空の旅人 ・Nighty night 〜オヤスミセカイ〜 ・プラチナ（ANIMEny DJs remix） ・空色デイズ（PandaBoY remix） ・恋をゲームにしないで！（ヒゲドライバー remix）     | 20位                         |
| 3rd                          | 2015年8月26日                | Realism                      | YZPB-10005（DVD付盤） YZPB-10006（通常盤） YZPB-10007（豪華盤） YZPB-10008（アナログレコード盤） | ・ヴィーナスと蒼き七つの海 ・Spark In My Heart〜世界が終わるとしても〜 ・S･M･L☆ ・ミライボタン ・マジカル☆エクスプレス☆ジャーニー ・ネプテューヌ☆サガして ・BitterSweet ・ジャポネスク×ロマネスク ・セピア ・zero ・Never say Never ・女神さまのポイントカード ・NEXT STAGE! ・ハツコイ///ストライプ ・転校ガール ・ちいさなまほう〜Small Magic〜 ・糸 ・夢ノヒカリ〜ヴィーナスと蒼き七つの海(ライブ・ツアー東京公演ver. | 24位                         |

#### ベスト・アルバム
|                  | 発売日           | タイトル                     | 規格品番                                                                     | 収録曲 (盤により収録曲が異なる場合があります) | 最高位           |
| 純情のアフィリア | 純情のアフィリア | 純情のアフィリア             | 純情のアフィリア                                                             | 純情のアフィリア | 純情のアフィリア |
| ---------------- | ---------------- | ---------------------------- | ---------------------------------------------------------------------------- | --- | ---------------- |
| 1st              | 2019年9月3日     | ジュンジョウ・ガイドストーン | USSW-0199（Blu-ray付版） USSW-0200（通常版） USSW-0201（アニメタイアップ版） | ・この世界に魔法なんてないよ ・それだけが、生きる意味なんだ ・I WANT TO GROW ・Everlasting Friends ・恋のWizard百年戦争 ・転校ガール ・魔法のチョコレート伝説 ・Lost In The Sky ・いつか見た虹のその下で ・女神さまのポイントカード ・SPRInG FAcTiON ・ジャポネスク×ロマネスク ・マジカル☆エクスプレス☆ジャーニー ・Spiral Star ・JUICY☆GIRL ・プリンセスとカエルの魔法 ・奇跡と魔法のクロニクル ・未来が私を待っている ・Nighty night 〜オヤスミセカイ〜 ・ニーハイ・エゴイスト ・zero・この歌に永遠の愛を捧ぐ ・ヴィーナスと蒼き七つの海 ・セピア ・Spark In My Heart 〜世界が終わるとしても〜 ・Jumping ・ココロノヒカリ ・スキハ無敵 ・起・承・転・結・序・破・急 ・はじめてのSEASON ・非合理的かつ訂正不能な思い込み ・Embrace Blade ・NEXT STAGE! ・ミライボタン ・ヴィーナス☆女神っくす! ・Never say Never ・S・M・L☆ ・ネプテューヌ☆サガして ・SURVIVE!! ・禁断無敵のだーりん ・La*La*Laラボリューション ・倍速恋愛時計 | 33位             |

#### レンタル専用ベスト
|                    | 発売日             | タイトル           | 規格品番           | 主な収録曲 | 備考                |
| アフィリア・サーガ | アフィリア・サーガ | アフィリア・サーガ | アフィリア・サーガ | アフィリア・サーガ | アフィリア・サーガ  |
| ------------------ | ------------------ | ------------------ | ------------------ | --- | ------------------- |
| 1st                | 2014年7月23日      | Magical Best 1     | YZPB-1             | ・ルミナスの泉 ・メリディンの祈り ・放課後_ロマンス ・ワタシ☆LOVEな☆オトメ！ ・ニーハイ・エゴイスト ・La*La*Laラボリューション ・未来が私を待っている | TSUTAYAレンタル限定 |
| 2nd                | 2014年7月23日      | Magical Best 2     | YZPB-2             | ・禁断無敵のだーりん ・SURVIVE!! ・ネプテューヌ☆サガして ・S・M・L☆ ・飛行実習〜Learn to Fly〜 ・恋のWizard百年戦争                                   | TSUTAYAレンタル限定 |

### 映像作品
ライブ映像
|                              | 発売日                                    | タイトル | 規格品番                         | 最高位                       | 備考                                     |
| アフィリア・サーガ・イースト | アフィリア・サーガ・イースト              | アフィリア・サーガ・イースト                                                                                       | アフィリア・サーガ・イースト     | アフィリア・サーガ・イースト | アフィリア・サーガ・イースト             |
| ---------------------------- | ----------------------------------------- | --- | -------------------------------- | ---------------------------- | ---------------------------------------- |
| 1st                          | 2011年11月25日                            | アフィリア・サーガ・イースト ライブ&PV集                                                                           | ZMXH-7483（BD） ZMBH-7484（DVD） | 圏外                         |                                          |
| 2nd                          | 2012年7月25日                             | 聖ナル2ndワンマンLive2011 ZeppTokyo                                                                                | YZPB-8001（BD + DVD）            | 197位                        |                                          |
| アフィリア・サーガ           |                                           | |                                  |                              |                                          |
| 3rd                          | 2013年6月26日                             | 4thワンマンLive キ☆ラ☆リ☆ン☆魔法                                                                                   | YZPB-8003（BD） YZPB-8004（DVD） | 圏外                         |                                          |
| 4th                          | 2014年2月19日                             | アフィリア・サーガ 5thワンマンライブ 〜恋の百年戦争〜日本青年館                                                    | YZPB-8005（BD） YZPB-8006（DVD） | BD:77位                      |                                          |
| 5th                          | 2014年4月9日                              | アフィリア・サーガ 11thシングルプレミアムワンマンライブ 〜グランドデスヴァレーへの冒険〜                           | USSW-0014（DVD）                 | 圏外                         |                                          |
| 6th                          | 2014年12月24日                            | ヴィーナスと青き七つの海 アフィリア・サーガ5周年記念ライブツアーin東京公演                                         | YZPB-8008（BD） YZPB-8009（DVD） | BD:292位                     |                                          |
| 7th                          | 2015年5月20日                             | Forest of Brillia クリスマスライブin舞浜アンフィシアター                                                           | YZPB-8010（BD） YZPB-8011（DVD） | BD:24位 DVD:119位            |                                          |
| 8th                          | 2016年5月18日                             | 卒業ライブDVD 〜アヤミ・チェルシー・スノウ卒業Live〜 赤坂BLITZ                                                     | FPBD-0366（DVD）                 | 圏外                         |                                          |
| 9th                          | 2016年6月1日                              | 卒業ライブDVD 〜ルイズ・スフォルツア卒業Live〜Zepp DiverCity(TOKYO)                                                | FPBD-0367（DVD）                 | 圏外                         |                                          |
| 10th                         | 2016年11月29日(先行) 2017年2月3日(通常)   | アフィリア・サーガ ワンマンライブツアー2016 天空のアークライト 〜Lost In The Sky〜                                 | FPBD-0402（DVD）                 |                              | 「キャラアニ.com」、ライブ物販で先行発売 |
| 11th                         | 2017年12月9日(先行) 2018年1月24日(通常)   | アフィリア・サーガ ワンマンライブツアー2017 永遠の蒼き愛の女神 FINAL in 新宿 BLAZE天空のアークライト               | USSW-50020（DVD）                |                              |                                          |
| 12th                         | 2017年12月9日(先行) 2018年1月24日(通常)   | アフィリア・サーガ ワンマンライブ「the Legend of Graduation」 〜コヒメ、ユカフィン、ミク卒業ライブ〜inディファ有明 | USSW-50021（DVD）                | 247位                        |                                          |
| 純情のアフィリア             |                                           | |                                  |                              |                                          |
| 13th                         | 2019年12月4日                             | 純情のアフィリア 10周年ワンマンツアー「奇跡と魔法のクロニクル」ツアーファイナル                                    | USSW-50044（BD）                 | 59位                         |                                          |
| 14th                         | 2020年1月8日                              | 純情のアフィリア ワンマンライブ 〜マホ卒業公演 〜Voyage to the Blue Ocean〜                                        | USSW-50045（BD）                 | 42位                         |                                          |
| 15th                         | 2020年12月26日(先行) 2021年1月20日(通常） | 純情のアフィリア ワンマンライブ「君と9人のエトランジェ プロローグ -DAY-」in 恵比寿ガーデンホール                   | USSW-50047（BD）                 | 245位                        | ライブ物販で先行発売                     |
| 16th                         | 2020年12月26日(先行) 2021年1月20日(通常） | 純情のアフィリア ワンマンLIVE公演「君と9人のエトランジェ プロローグ -NIGHT-」in 恵比寿ガーデンホール               | USSW-50048（BD）                 | 223位                        | ライブ物販で先行発売                     |
| 17th                         | 2021年6月16日                             | 「純情のアフィリア ワンマンツアー2020 RE:QUEST-君と魔法のエトランジェ- TOUR FINAL DAY」in 大手町三井ホール         | USSW-50055（BD）                 | 148位                        |                                          |
| 18th                         | 2021年6月16日                             | 「純情のアフィリア ワンマンツアー2020 RE:QUEST-君と魔法のエトランジェ- TOUR FINAL NIGHT」in 大手町三井ホール       | USSW-50056（BD）                 | 157位                        |                                          |

その他
| 発売日             | タイトル                            | 規格品番            | 備考                                                                 |
| アフィリア・サーガ | アフィリア・サーガ                  | アフィリア・サーガ  | アフィリア・サーガ                                                   |
| ------------------ | ----------------------------------- | ------------------- | -------------------------------------------------------------------- |
| 2014年9月3日       | みくぱい!                           | YZPB-8007           | ニコニコ生放送「電人☆ゲッチャ!」内 「ミク、プロ雀師への道」企画DVD化 |
| 2015年3月15日      | 不条理なこの世界で…                 |                     | 千葉テレビで放送された連続ドラマ                                     |
| 2015年12月25日     | マホ・ソット・ボーチェ 魔法少女。   | NWEED-011           | イメージビデオ作品                                                   |
| 2017年4月28日      | マホ・ソット・ボーチェ 魔法少女に。 | NWEED-016           | イメージビデオ作品                                                   |
| 純情のアフィリア   |                                     |                     |                                                                      |
| 2018年5月9日       | 時空警察SIG-RAIDER                  | FPBD-0460（DVD+CD） | モモコ・カオリ・カナ出演の舞台                                       |
| 2021年9月15日      | 純情in沖縄                          | USSW-50057          | グラビアDVD作品                                                      |

### 参加作品
| 発売日         | タイトル               | 収録作品                                                                     | 備考                                                           |
| -------------- | ---------------------- | ---------------------------------------------------------------------------- | -------------------------------------------------------------- |
| 2011年10月15日 | 残酷な天使のテーゼ     | I♥TOKYO 〜FOR ANIME MUSIC LOVERS〜                                           | RAM RIDER×アフィリア・サーガ・イースト名義                     |
| 2013年5月7日   | The Galaxy Express 999 | -                                                                            | ダウンロード販売・Animelo Summer Live 2013パンフレット特典販売 |
| 2014年1月29日  | 糸                     | 『超次元ゲイム ネプテューヌ』Blu-ray/DVD Vol.5 特典CD「プロセッサディスクV」 | -                                                              |
| 2014年5月13日  | ONENESS                | -                                                                            | ダウンロード販売・Animelo Summer Live 2014パンフレット特典販売 |
| 2014年6月4日   | 宝石とマーメイド       | シンデレラブレイド2 Big Bonus Music                                          | 参加メンバー：コヒメ、マホ、レイミー、レイナ、ユカフィン       |
| 2015年4月22日  | ハツコイ///ストライプ  | PRETTY×CATION2 オリジナル・サウンドトラック                                  | -                                                              |
| 2015年4月29日  | 花ハ踊レヤいろはにほ   | アニソンMIXラボラトリー 〜セカンド レポート〜                                | 参加メンバー：アヤミ、コヒメ、マホ、ユカフィン                 |
| 2015年4月29日  | Baby Sweet Berry Love  | アニソンMIXラボラトリー 〜セカンド レポート〜                                | 参加メンバー：レイミー、ミク、ローラ、ルイズ                   |

## タイアップ
| 楽曲                             | タイアップ                                                                           |
| -------------------------------- | ------------------------------------------------------------------------------------ |
| ルミナスの泉                     | テレビ東京『アニソンぷらす』2009年4月度オープニングテーマ                            |
| 教育的指導!                      | テレビ神奈川『AG学園 あに☆ぶん』初代オープニングテーマ                               |
| ワタシ☆LOVEな☆オトメ!            | Xbox 360用ソフト『W.L.O.世界恋愛機構』オープニングテーマ                             |
| ワタシ☆LOVEな☆オトメ!            | テレビアニメ『STEINS;GATE』第2、第9話挿入歌                                          |
| My White Ribbon                  | テレビアニメ『STEINS;GATE』第9話挿入歌                                               |
| 恋をゲームにしないで!            | PS3用ソフト『超次元ゲイム ネプテューヌ』エンディングテーマ                           |
| La*La*Laラボリューション         | Xbox 360用ソフト『STEINS;GATE 比翼恋理のだーりん』オープニングテーマ                 |
| TANTEI☆ラプソディ                | PSP用ソフト『たんていぶ』オープニングテーマ                                          |
| 倍速恋愛時計                     | PSP用ソフト『たんていぶ』エンディングテーマ                                          |
| 禁断無敵のだーりん               | PSP、PS3用ソフト『STEINS;GATE 比翼恋理のだーりん』オープニングテーマ                 |
| SURVIVE!!                        | PSP、PS3用ソフト『暁の護衛 トリニティ』オープニングテーマ                            |
| ヴィーナス☆女神っくす!           | PS3用ソフト『神次元ゲイム ネプテューヌV』エンディングテーマ                          |
| Happy! Puppy!                    | PC用ソフト『LOVESICK PUPPIES -僕らは恋するために生まれてきた-』オープニングテーマ    |
| ネプテューヌ☆サガして            | テレビアニメ『超次元ゲイム ネプテューヌ THE ANIMATION』エンディングテーマ            |
| NEXT STAGE!                      | PS Vita用ソフト『神次元アイドル ネプテューヌPP』オープニングテーマ                   |
| 糸                               | テレビアニメ『超次元ゲイム ネプテューヌ THE ANIMATION』第10話エンディングテーマ      |
| S・M・L☆                         | テレビアニメ『俺の脳内選択肢が、学園ラブコメを全力で邪魔している』オープニングテーマ |
| ミライボタン                     | PS Vita用ソフト『超次次元ゲイム ネプテューヌRe;Birth1』エンディングテーマ            |
| マジカル☆エクスプレス☆ジャーニー | テレビ東京系『〜裏ネタワイド〜 DEEPナイト』2014年7月度エンディングテーマ             |
| Never say Never                  | TVアニメ『ISUCA-イスカ-』オープニングテーマ                                          |
| ハツコイ///ストライプ            | PC用ソフト『PRETTY×CATION2』オープニングテーマ                                       |
| Embrace Blade                    | TVアニメ『対魔導学園35試験小隊』オープニングテーマ                                   |
| ココロノヒカリ                   | 千葉テレビ『不条理なこの世界で・・・』主題歌                                         |
| 非合理的かつ訂正不能な思い込み   | PS4/PS Vita用ソフト『CHAOS;CHILD らぶchu☆chu!!』オープニングテーマ                   |
| はじめてのSEASON                 | TVアニメ『はじめてのギャル』オープニングテーマ                                       |
| 起・承・転・結・序・破・急       | TVアニメ『俺が好きなのは妹だけど妹じゃない』エンディングテーマ                       |
| 究極アンバランス！               | TVアニメ『痛いのは嫌なので防御力に極振りしたいと思います。』オープニングテーマ       |
| LIMITLESS                        | テレビ神奈川『関内エビル』2022年11月エンディングテーマ                               |
| この盾に、隠れます。             | TVアニメ『痛いのは嫌なので防御力に極振りしたいと思います。2』オープニングテーマ      |

## コンサート

### ワンマンライブ
2011年
- 1stワンマンライブ『whitism』（6月26日、渋谷DUO MUSIC EXCHANGE）
- 聖ナル2ndワンマンライブ2011（12月23日、Zepp Tokyo）

2012年
- ロゼ・ミィナ卒業公演（3月2日、新宿BLAZE）
- 3rdワンマンライブ『ト☆キ☆メ☆キ☆魔法』（6月9日、五反田ゆうぽうと）
- 4thワンマンライブ
  - 『キ☆ラ☆リ☆ン☆魔法』（12月15日、品川ステラボール）
  - 『キ☆ラ☆リ☆ン☆大阪実習』（12月24日、umeda AKASO）

2013年
- 5thワンマンライブ『恋の百年戦争』
  - 東京公演（5月6日、日本青年館 大ホール）
  - 名古屋公演（5月12日、CLUB OZON）
  - 大阪公演（5月19日、梅田CLUB QUATTRO）
- プレミアムワンマンライブ『グランドデスヴァレーへの冒険』（12月20日、TSUTAYA O-EAST）

2014年
- 5周年記念ワンマンツアー『ヴィーナスと蒼き七つの海』
  - 台湾公演（3月22日、台北THE WALL）
  - 名古屋公演（4月12日、DIAMOND HALL）
  - 北九州公演（4月19日、あるあるYY劇場）
  - 広島公演（4月20日、広島CLUB QUATTRO）
  - 大阪公演（4月26日、梅田CLUB QUATTRO）
  - 京都公演（4月27日、京都FANJ）
  - 東京公演（5月17日、TOKYO DOME CITY HALL）
- プレミアムワンマンライブ『TSUTAYA on IDOL presents 12thシングルプレミアムライブ！「マジカル☆エクスプレス☆ジャーニー」』（9月7日、渋谷CLUB QUATTRO）
- クリスマスワンマンライブ『Forest of Brillia 2014 ChristmasLive in Maihama Amphitheater』（12月20日舞浜アンフィシアター）

2015年
- 香港ワンマンライブ『animate Presents Afilia Saga One Man Live Forest of Brillia in Hong Kong』（2月28日、Music Zone＠E-Max）
- ローラ・シュクレーヌ卒業ライブ（5月28日、TSUTAYA O-WEST）
- 夢幻時空の魔法術 トキ☆メキ☆魔法術/ドキ☆ドキ☆魔法術（7月18日、TSUTAYA O-EAST）
- 夢幻時空の魔法術 in 台湾（8月16日、台北Jack's Studio）
- レイミー・ヘヴンリー卒業Live（9月29日、TSUTAYA O-EAST）
- 約束のあの空の果てへ（12月23日、新宿ReNY）

2016年
- 約束のあの空の果てへ 大阪公演（1月22日、UMEDA QUATTRO）
- アヤミ・チェルシー・スノウ卒業Live（2月5日、赤坂BRITZ）
- ルイズ卒業ライブ（3月11日、Zepp DiverCity Tokyo）
- ワンマンライブツアー2016『天空のアークライト LOST IN THE SKY』
  - 仙台公演（4月30日、仙台Rensa）
  - 京都公演（5月6日、京都MUSE）
  - 大阪公演（5月7日、梅田amholl）
  - 埼玉公演（6月2日、さいたま新都心HEAVEN'S ROCK）
  - 岐阜公演（6月11日、岐阜club-g）
  - 福岡公演（6月12日、Fukuoka BEAT STATION）
  - 岡山公演（6月19日、岡山YEBISU YA PRO）
  - 台湾公演（7月9日・10日、台北花漾Hana展演空間 台風1号に伴い中止・10月のプレミアムワンマンライブに振替）
  - 東京公演（7月16日、品川ステラボール）
- アフィリア・サーガプレミアム ワンマンライブ2016 in 台湾（10月2日、台北花漾Hana展演空間）

2017年
- ワンマンライブツアー2017『永遠の蒼き愛の女神』
  - 東京公演（2月3日、TSUTAYA O-EAST）
  - 福岡公演（2月5日、福岡BEAT STATION）
  - 大阪公演（2月18日、大阪MUSE）
  - 名古屋公演（2月19日、名古屋SPADE BOX）
  - 埼玉公演（3月4日、さいたま新都心HEAVEN'S ROCK）
  - 金沢公演（3月5日、金沢Eight Hall）
  - 札幌公演（3月18日、PENNY LANE 24）
  - 仙台公演（3月19日、SENDAI CLUB JUNK BOX）
  - 東京第二公演（3月31日、新宿BLAZE）
- The legend of Graduation コヒメ、ユカフィン、ミク卒業ライブ（6月3日、ディファ有明）
- 純情のアフィリア 初披露公演（7月8日、AKIBAカルチャーズ劇場）

2018年
- ワンマンライブツアー2018『迷宮のアトランティス』
  - 埼玉公演（4月28日、HEAVEN'S ROCKさいたま新都心VJ-3）
  - 名古屋公演（4月29日、名古屋Electric LadyLand）
  - 大阪公演（5月5日、OSAKA MUSE）
  - 京都公演（5月6日、京都FANJ）
  - 仙台公演（5月12日、仙台Rensa）
  - 東京公演（5月18日、渋谷CLUB QUATTRO）
  - エピローグ公演（6月2日、岐阜CLUB-G）
- 純情のアフィリア〜卒業公演 〜100％アイドルももきゅん＆もえみぃ&なな（7月6日、恵比寿LIQUIDROOM）
- 純情のアフィリア〜クリスマス・ワンマンライブ（12月24日、下北沢GARDEN）

2019年
- ワンマンライブツアー2019『奇跡と魔法のクロニクル』
  - 神奈川公演（3月2日、横浜BAYSIS）
  - 静岡公演（3月3日、LIVE ROXY SHIZUOKA）
  - 大阪公演（3月9日、バナナホール）
  - 東京公演（3月16日、TSUTAYA O-WEST）
  - 群馬公演（3月21日、高崎clubFLEEZ）
  - 仙台公演（4月7日、SENDAI CLUB JUNK BOX）
  - 岐阜公演（4月13日、岐阜CLUB-G）
  - 名古屋公演（4月14日、名古屋SPADE BOX）
  - 北海道公演（4月21日、Bessie Hall）
  - ツアーファイナル東京公演（4月27日、恵比寿LIQUIDROOM）
- 純情のアフィリア ワンマンライブ ～マホ卒業公演 〜Voyage to the Blue Ocean〜（9月29日、市川市文化会館）
- 純情のアフィリア　クリスマスワンマンライブ「聖ナル☆純情☆クリスマス」（12月25日、渋谷CLUB QUATTRO）

2020年
- 純情のアフィリア ワンマンライブ　君と9人のエトランジェ 〜プロローグ（7月25日、恵比寿ガーデンホール）
- ワンマンライブツアー2020『RE:QUEST-君と魔法のエトランジェ』
  - 横浜公演（11月23日、横浜BAYSIS）
  - 長野公演（11月23日、長野市芸術館 アクトスペース）
  - 名古屋公演（11月28日、名古屋ボトムライン）
  - 大阪公演（12月6日、バナナホール）
  - ツアーファイナル東京公演（12月26日、大手町三井ホール）

2021年
- 純情のアフィリア ワンマンライブ 君と魔法のエトランジェ 〜エピローグ（1月11日、沖縄・ガンガラーの谷）
- ワンマンライブツアー『魔法陣と水の妖精 ～Magic Circle and Siren of Water fairy～』
  - プロローグ公演（5月16日、CLUB CITTA'）
  - 仙台公演（9月4日、仙台Rensa）
  - 東京公演（9月25日、日本橋三井ホール）[13]
  - 神戸公演（10月23日、神戸VARIT.）
  - 大阪公演（10月24日、バナナホール）
  - 福岡公演（10月31日、福岡DRUM LOGOS）
  - 名古屋公演（11月14日、名古屋ボトムライン）
  - 静岡公演（11月21日、浜松窓枠）
  - 東京第二公演（11月27日、品川インターシティホール）[14][15]
  - エピローグ公演（12月26日、札幌cube garden）

2024年
- 純情のアフィリア 7ヶ月連続ワンマンライブ 
  - 第1回公演（3月17日、大塚Hearts+）
  - 第2回公演（4月20日、横浜みなとみらいブロンテ）
  - 第3回公演（5月18日、池袋harevutai）
  - 第4回公演（6月23日、名古屋ell. FITSALL）
  - 第5回公演（7月27日、大阪心斎橋SUNHALL）
  - 第6回公演（8月18日、横浜みなとみらいブロンテ）
  - 第7回公演（9月28日、品川THE GRAND HALL）

### 主催ライブ
- Magic Song（渋谷TAKE OFF7）
  - vol.1（2009年5月6日、渋谷TAKE OFF7）
  - vol.2（2009年6月1日、渋谷TAKE OFF7）
  - vol.3（2009年7月13日、渋谷TAKE OFF7）
  - vol.4（2009年8月24日、渋谷TAKE OFF7）
  - Vol.5（2010年3月28日、渋谷O-NEST）
- Magic Song 〜 アフィリア・サーガ、愛乙女★DOLL、青SHUN学園 3マンLive(新宿BLAZE 2014年1月24日)
- Magic Song 〜 名古屋(名古屋ボトムライン 2014年2月1日)
- Magic Song 〜 北海道(札幌DUCE 2014年3月9日)
- Magic Song 〜 Autumn(渋谷CLUB QUATTRO 2014年9月7日)
- Magic Song 〜 Spring 2015(新宿FACE 2015年4月10日)
- Magic Song 〜 Autumn 2015(TSUTAYA O-EAST 2015年11月11日)
- Magic Song VSライブ（AKIBAカルチャーズ劇場）
  - Vol.1（2016年10月18日）
  - Vol.2（2016年11月29日）
  - Vol.3（2016年12月20日）
  - Vol.4（2017年5月6日）

### ライブ出演
- Live 5pb.（2008年 - ）
- TOKYO IDOL FESTIVAL（2010年 - ）
- Animelo Summer Live（2012年 - 2014年 さいたまスーパーアリーナ）
- nonstop アニソントレイン 祭 2012 in 大阪（大阪城西の丸庭園）
- Bayside Explosion vol.05（フェスティバルウォーク蘇我）
- ウルトラパンチLIVE!! vol.1（梅田芸術劇場シアタードラマシティ）
- FES IWAO 2012 SUMMER supported by TOHOgakuen（SHIBUYA-AX2012年8月31日）
- Sapporo-Girls Link Special（2013年6月9日・2014年6月22日 札幌芸術の森野外ステージ）
- Happy Jam in Osaka（2013年12月31日・2015年2月1日 関西テレビ放送 なんでもアリーナスタジオ）

ほか

## 出演

### テレビ番組
過去の出演番組
- アフィリア・サーガ・虎の穴（キッズステーション『アニメ天国』内 2008年11月28日 - 2010年3月31日）
- アフィリアサーガクエスト（アイドル専門チャンネルPigoo 2010年9月2日 - 2012年12月16日）
- 秋葉系アイドルチャンネル （BS11 2011年9月23日）
- 相談バカ一代（テレビ東京 2012年1月3日 出演：ミク・アリア・カレン・ユカフィン）
- ストライクTVスペシャル（テレビ朝日 2012年1月9日）
- カンニング竹山の銭ナール女学院（毎日放送 2012年9月2日 - 10月17日 出演：アヤミ）
- ウタ娘（テレビ埼玉 2013年6月13日・2014年1月24日・2014年2月14日・2014年11月8日・2014年11月8日・2014年11月24日他）
- ミュージックドラゴン（日本テレビ 2013年8月23日 歌唱曲:ネプテューヌ☆サガして）
- アニメソング史上最大の祭典～アニメロサマーライブ2013～ 第2夜（NHK BSプレミアム 2013年11月24日 歌唱曲:ネプテューヌ☆サガして）
- なかのひと。（北海道放送・MUSIC ON! TV 2013年11月26日・12月3日）
- ラッキー・トリッパー Idol オン・ザ・ラン（関西テレビ 2014年1月28日）
- パ・リーグ応援宣言!俺がやる。ホークス中継2014 タカガールデーSP（TOKYO MX 2014年5月11日 出演：ユカフィン）
- アニメソング史上最大の祭典～アニメロサマーライブ2014～ 第5夜（NHK BSプレミアム 2013年12月14日 歌唱曲:マジカル☆エクスプレス☆ジャーニー）
- ランク王国（TBSテレビ 2014年12月27日・出演：アヤミ・ミク、2015年5月16日・出演：ミク、2016年1月16日・出演：ミク）
- アイドルお宝くじ（テレビ朝日 2015年2月20日・10月23日）
- アイドルNEW YEARサミット2016（フジテレビ 2016年1月1日（2015年12月31日深夜） 出演：アヤミ・ユカフィン・コヒメ 歌唱曲:淋しい熱帯魚（アヤミ・ユカフィン ベイビーレイズJAPAN大矢梨華子・高見奈央との共演歌唱）、セーラー服を脱がさないで（アヤミ・ユカフィン 渡辺美奈代、ベイビーレイズJAPAN大矢・高見・林愛夏・傳谷英里香、PASSPO☆根岸愛・玉井杏奈、大阪☆春夏秋冬MAINAとの共演歌唱））
- スペシャルドラマ「風媒花」（千葉テレビ 2016年9月13日 - 2016年10月4日 出演：ユカフィン・マホ）
- ドリームセブン ショートドラマ「不条理なこの世界で…」（千葉テレビ 2016年11月1日 - 12月28日）
- KAYOキズナトレンディ ミニドラマ「悲愴HISO」第3話（千葉テレビ 2017年2月12日 出演：マホ）
- ドル虎　「～アイドルだらけのプロモーション大作戦～」（KBS京都 2019年10月2日 - 12月25日 出演：ミイミ）
- 異世界居酒屋「のぶ」（WOWOW 2020年5月16日 - 7月18日 出演：カナ・クロエ）
- 田村淳が豊島区池袋（テレビ東京 2020年10月16日 - 出演：クロエ）
- トピックマガジン（テレビ埼玉 2021年1月4日 - 出演：クロエ・ベール）まにまに3（ショートアニメ） ・私と死神　・私と死神 Previous story　・3つのルール（連続ショートドラマ）
- MIRAI系アイドルTV（TOKYO MX 2018年11月7日 - 2022年12月28日、サンテレビ 2019年4月6日 - 2022年12月28日）※YouTube公式チャンネルにて過去回をアップロード。
- オールナイトフジコ（フジテレビ 2023年4月15日 - 2025年3月22日 出演：カオリ）

### ラジオ
現在のレギュラー番組

tbcラジオ・RKBラジオ・ラジオNIKKEI第1
- MUSIC BAR MIRAI亭（2023年4月2日[注 10]  - 、出演：アサミ）

NACK5
- NACKアフィラジ（2025年4月6日 - 、出演：ユミ、カナ、カオリ）
  - 毎週日曜日23:30 - 24:00
  - レギュラー放送開始前の2015年より「NACK5 special」の特番枠でも不定期放送を行っている。
  - 2022年1月2日 - 3月20日にはクロエとカナの出演でレギュラー放送を行っている。

過去の出演番組

文化放送
- カドまる情報局 NeXT（2015年4月4日 - 2016年3月26日、出演：ミク）
  - 毎週土曜日21:45 - 22:00
  - A&G TRIBAL RADIO エジソンのコーナー番組

ラジオ関西
- あふぃ☆らじ〜魔法学院特別授業（2012年4月7日 - 2016年3月26日）
  - 毎週土曜日24：30-25：00
  - 翌週の火曜日夕方に アニたまどっとコムインターネットラジオ にて配信

FM PORT
- 純情のアフィリアおたく部（2015年10月2日 - 2020年6月26日[注 11]）
  - 毎週金曜20:00 - 21:00
  - 出演：
    - ルイズ、アヤミ（2015年10月 - 2016年3月）
    - コヒメ、アリス（2016年4月 - 2016年9月）
    - マホ、ユミ（2016年10月 - 2017年8月）
    - マホ、カオリ（2017年8月 - 2018年11月）
    - カオリ、クロエ（2018年11月 - 2020年6月）

FMうらやす
- アフィリア・サーガの対マンラジオ！（2016年7月2日 - 9月 出演：マホ）
- アフィリア・サーガとイケてるハーツのハチャメチャラジオ！（2016年10月3日 - 12月26日 出演：モエ）

NACK5
- THE WORKS（2016年1月3日 - 2024年2月25日、出演：ユカフィン）
  - 毎週日曜24:00 - 24:30

### インターネット番組
映画

YouTube
- 短編ホラー映画『霊界遊び』（2020年7月17日公開 マイマジ/映画作る系YouTuber 出演：ベール）
- ホラー短編ドラマ 本当にあった怖い話「催眠術」（2020年10月25日公開 ホラーちゃんねる 出演：クロエ）
- 短編ホラー映画「不動産屋に事故物件を探しにきた女」撮影現場リポート（2020年11月2日公開 ホラー部【ホラーちゃんねる】 出演：ベール）

過去の出演番組

超!A&G+
- OToGi8に御用心（出演：ミク、ルイズ、ユカフィン）
- 超!A&G+スペシャル
  - ようこそ! 先輩! まるごとアフィリア・サーガ・イースト・スペシャル（2010年7月30日 - 9月17日、出演：ミク、ルイズ、ユカフィン）
  - ようこそ先輩! まるごとアフィリア・サーガ・イースト・スペシャル 2（2011年1月14日 - 2月4日、出演：ミク、ルイズ、ユカフィン、クルミ、コヒメ）
- アフィリア魔法学院放送部[注 12]（2011年4月10日 - 2025年3月23日）
  - 出演：
    - ユカフィン、クルミ（2011年4月 - 2012年3月）
    - コヒメ、メイリ（2012年4月 - 2013年2月）
    - アリア、アヤミ（2013年2月 - 2013年12月）
    - マホ、レイナ（2013年12月 - 2014年7月）
    - ローラ、レイミー（2014年7月 - 2015年9月）
    - マホ、ミュナ（2015年10月 - 2016年7月）
    - ミク、カナ（2016年8月 - 2017年5月）
    - ナナ、カナ（2017年6月 - 2018年4月）
    - ミルモ、ベール（2018年4月 - 2018年10月）
    - アンナ、ベール（2018年10月 - 2021年5月）
    - アンナ、アミナ（2021年6月 - 2021年12月）
    - セラ、アミナ（2022年1月 - 2023年4月）
    - ユミ、カオリ（2023年5月 - 2025年3月）

Akiba.TV
- アフィリア・サーガのマジカル! タイム（2010年4月 - 9月）

ニコニコ生放送
- アニサマSTATION（2010年 隔週木曜 アシスタント：ルイズ、ユカフィン）
- アニメぴあちゃんねる（2013年7月3日 - 2014年12月18日 出演：コヒメ）
- アフィリア・サーガのアフィリリル〜ム☆（2014年6月9日 - 2016年1月27日）
- Stand-Up! アイドル(2014年7月16日 - 9月24日 TOKYO MXでも再構成版を放送)
- メイプルニコ生散歩路 Season2（2015年1月16日 - 8月19日 出演：アヤミ）
- メイプルニコ生散歩路 ～2015忘年会～ 新職業「キネシス」実装直前生放送（2015年12月19日 出演：アヤミ）
- ぱいふぃんのTEA TIME（2015年6月26日 - 2016年8月30日 出演：ユカフィン 制作：SPACEY MUSIC ENTERTAINMENT）
- チャンネルとじぱいふぃん（2016年9月28日 - 2018年12月18日 出演：ユカフィン 制作：SPACEY MUSIC ENTERTAINMENT）
- 優希クロエの美しき怪物カフェ（2021年5月25日 - 2023年4月25日  Radioclub.jp チャンネル 出演：クロエ）
- 雨森セラの眠れぬ森の都市伝説カフェ（2021年4月28日 - 2023年9月27日 Radioclub.jp チャンネル 出演：セラ）
- 楠本コトリのぴぃラジ（2023年10月25日 - 2024年4月 Radioclub.jp チャンネル 出演：コトリ）

チャンネル北参道
- 抜け駆け!!女塾（2014年4月 - 2016年9月 出演：ミク）

渋谷クロスFM
- 純情のアフィリアとアイドルカレッジのRadio Stand-Up!アイドル！（2016年2月 - MC：カオリ、海老原優花(アイドルカレッジ)）

HiBiKi Radio Station
- アミュレートラジオ（2013年7月30日 - 2015年3月31日）[88]
  - アミュレート・アーティストルームに所属するタレントが週替わりでパーソナリティを担当
- THE WORKS せず（2016年1月 - 2024年2月、出演：ユカフィン）
  - 隔週月曜日配信

ABEMA
- 矢口真里の火曜The NIGHT (2016年6月14日、2022年9月21日）
  - 出演：2016年はコヒメ、ユカフィン、カオリ、2022年はユミ
- お願い!ランキング
  - アフィリア・サーガNo.1いいねバトル (2016年8月2日)
    - 出演：コヒメ、ユカフィン、ミク、マホ

  - お願い!マンピンコン (2016年9月5日 - 9月26日)
    - MC：コヒメ、ユカフィン

LINE LIVE
- アフィリア・サーガの魔法学院アイドル研究部 (2016年8月22日)
  - MC：ユカフィン、ナナ

YouTube
- ゆみちぃのギターみちぃwithカナ (2017年6月27日 -  LINELIVE ツイキャス同時配信)
  - MC：ユミ、カナ
- 筒井と純情のアフィリアのゲマゲマ放送局　(2020年9月18日 - 2021年12月10日 毎週金曜21時頃更新 ゲマチャンネル)
  - 出演：カオリ、クロエ
- 木曜からゲッチャ（2019年10月3日 - 2023年3月30日 隔週木曜 アシスタント：カオリ、カナ、ユミ）

JFN PARK
- 純情のアフィリアのラジメンオールスターズ (2020年1月11日 - 2月1日)
  - 出演：ベール、アンナ、カオリ、クロエ